# Corail perforé
Un corail perforé est un scléractiniaire dont l'exosquelette poreux comporte des canaux gastro-vasculaire qui relient les cavités gastro-vasculaires de plusieurs polypes de la colonie.

## Description
Les polypes sont interconnectés à travers le coenosarc, tissus biologiques se trouvant sur l'exosquelette d'une colonie. Un corail perforé présente en complément un exosquelette particulièrement poreux ayant permis aux polypes d'y développer des canaux gastro-vasculaires pour leur permettre de relier leurs cavités gastro-vasculaires.
Les coraux dont l'exosquelette ne dispose pas de cette particularité sont dits non perforés.